# Ключегірський Казансько-Богородицький монастир
Ключегірський Казансько-Богородицький монастир (рос. Ключегорский Казанско-Богородицкий монастырь) — нечинний жіночий монастир Бузулукської єпархії Російської православної церкви, що існував у другій половині XIX століття — першої третини XX століття (до більшовицького перевороту належав до Самарської єпархії).
Знаходився у селі Талли (Ключегор'є) Бузулукського повіту Самарської губернії (нині Грачевський район, Оренбурзька область). Заснований 1864 року в маєтність і на кошти місцевої поміщиці, благодійниці Ганни Путілової, вона ж і очолила створену громаду. 1880 року громада була перетворена в чернецький монастир третього класу. Спочатку був досить бідним, але до початку XX століття, налагодивши збір пожертвувань, монастир став другим за значущістю жіночим монастирем Оренбуржжя, ставши досить популярним в народі. Мав 5 храмів.
Після встановлення радянської влади існував під виглядом сільськогосподарської артілі, поки 1923 року настоятелька монастиря була вбита невідомими, після чого монастир був закритий і розорений. До теперішнього часу збереглися деякі кам'яні будівлі монастиря, в тому числі один з храмів, проте всі вони в аварійному стані. У селі Талли діє православна парафія, що ставить за мету відновлення монастиря, і займається збереженням і відновленням монастирських будівель.

## Історія

### Заснування обителі
У 1830-х роках великий поміщик Павел Петрович Путілов володів Ключегор'єм, що знаходилось за 70 верств від Бузулука, маленьким селом Бузулукського повіту Самарської губернії, розташоване в долині, а також — навколишніми землями. На початку 1840-х він сконав і 3088 десятин землі навколо села у спадок перейшли до його бездітної вдови, Ганні Іванівні Путіловій. Вона вирішила оселитися в цій місцевості, переселивши поруч з селом 46 кріпаків чоловічої статі, що дісталися їй, ближче до річки Талли, по якій і отримало назву нове поселення. 1855 року селяни Ключегор'я, що дісталися іншим спадкоємцям, були переведені до інших сел. Талли й Ключегор'є по суті об'єдналися в один населений пункт, надалі використовувалися обидві назви..
Анна Путилова була вельми релігійною жінкою. Поселившись в талій, вона відразу почала клопотати про будівництво храму у своєму маєтку, так як до найближчої церкви було близько 35 верст, що позбавляло її можливості постійно бувати на богослужінні. Випадок звів її з мешканкою Бузулука Євфимією Овсянніковою, яка хотіла упорядити й офіційно затвердити православну жіночу громаду. Співчуваючи Овсянніковій, Путілова подарувала їй 100 десятин землі при Таллах. На цій землі було засновано хутір громади, на якому оселилися жінки і дівчата, які бажали присвятити себе духовному житті за чернечими правилами.
У лютому 1844 року Овсяннікова подала прохання оренбурзькому єпископу Йоанікію про заснування жіночої громади з монастирськими правилами, вказавши, що якщо громада буде відкрита в маєтку Путілової, то до вже подарованих 100 десятин та обіцяла подарувати ще 11 десятин і 280 квадратних сажнів землі для будівництва келій, також пообіцявши побудувати тимчасову церкву за свій рахунок. Губернські цивільні та церковні влади схилялися до розміщення громади в Таллах, однак Святіший Синод постановив, що громада має відкритись у Бузулуці.

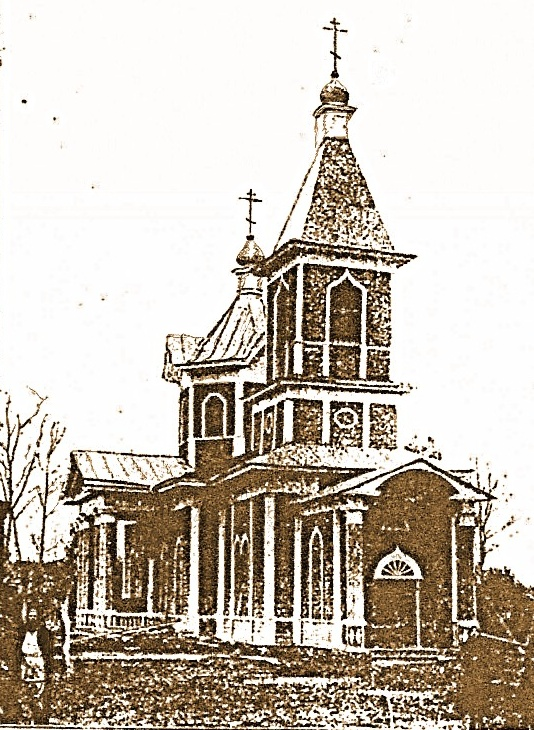
Дерев'яний храм в ім'я Казанської ікони Божої Матері

Невдача зі створенням громади не зупинила Путілову. 1845 року в Ключегор'ї було створено парафію з призначенням причта до споруджуваної церкви, до якого були приписані найближчі села. 1847 року було освячено невеликий храм в ім'я Казанської ікони Божої Матері. Проте Путілова не залишала задум відкриття жіночої громади у своєму маєтку.
Новий поштовх кампанії зі створення монастиря додало знаходження ікони Миколи Чудотворця. За монастирським переказами, 31 жовтня 1854 року, в неділю, підлітки, які поверталися у Талли зі степу, побачили в болотистій місцевості нижче села в очеретах два червоні прапори. Прибулі священник і селяни виявили прикріплений шнурами до держаків прапорів образ святителя. З почестями ікона була перенесена до храму, і після огляду з боку благочинного, єпархіальне начальство дозволило здійснювати перед іконою молебні і двічі на рік, 31 жовтня і 9 травня, здійснювати хресні ходи до місця знаходження ікони.
Про подібне «чудесне набуття» ікони і намір місцевої поміщиці заснувати жіночу обитель стало відомо в окрузі. Незабаром до Путілової стали звертатися жінки, які хотіли стати монахинями. З її дозволу вони селилися в її садибі. Вони молилися, займалися рукоділлям, утворили церковний хор, пекли проскури для храму, займалися сільським господарством — кожна із сестер цієї неофіційної громади несла свій послух, подібне чернечим, хоча і без прийняття чернечого звання. Керувала громадою сама Ганна Путілова.
Поступово до них приєднувалися все нові сестри, особливо після 1860 року, коли у Бугуруслані було відкрито Парафіяльну жіночу громаду, попечителем якої була Путілова. Через тісноту приміщень не всі охочі потрапити до неї були туди прийняті, і тоді багато оселилися в уже усталеній Ключегорській громаді.
Деякі приєднувалися до громади і, як вони стверджували, за вказівкою з неба. Так майбутня ігуменя, одна з перших насельниць монастиря, Ерміонія під присягою запевняла, що вона прийшла до Путілової з веління святителя Миколая Чудотворця, що з'явився їй. Вона, дізнавшись, що у Бугуруслані відкривається жіночий монастир, вирушила туди з наміром вступити до нього. Проходячи великим шляхом поблизу села Талли вона нібито зустріла старця, якій запитав її:

— Чи далеко бредеш, раба Божа?

— Іду у Бугуруслан, — відповіла вона, — Бажаю там вступити до монастиря.

— Іди в Таллінський, — сказав старець.

— Так там і монастиря-то нема, — з подивом відповідала жінка.

— Є і буде, — сказав старець, — й тобі багато доведеться попрацювати для цього монастиря.
Оригінальний текст (рос.)
— Далеко-ли бредёшь, раба Божия?

— Иду в Бугуруслан, — ответила она, — Желаю там поступить в монастырь.

— Иди в Таллинский, — сказал старец.

— Да там и монастыря-то нет, — с недоумением отвечала женщина.

— Есть и будет, — сказал старец, — и тебе много придется потрудиться для этого монастыря.
Повіривши старцю, вона звернула з дороги і попрямувала в талій, де знайшла «маленький Монастирок» і з дозволу Ганни Путілової залишилася там. Поступово чисельність сестер зростала, коли вона досягла 36 осіб, Путілова вирішила порушити клопотання про відкриття в її маєтку жіночого монастиря. У лютому 1861 року його відправилася в Самару і особисто подала єпископу Феофіла прохання про відкриття монастиря. Для його забезпечення вона обіцяла пожертвувати спочатку 275 десятин, а потім, по духівниці, ще 725 десятин.
Справа про відкриття монастиря тривала майже три роки. Нарешті 18 січня 1864 надійшов імператорський дозвіл на відкриття Ключегорськой Казанської-Богородицької жіночої громади. А Ганна Путілова була призначена настоятелькою громади.
Після отримання дозволу було відведено місце під обитель, яке огородили частково дерев'яним парканом, частково тином; Ганна Іванівна почала будівництво. Були побудовані три невеликі домівки для розміщення сестер: одна дерев'яна й дві з саманної цегли. Половину свого власного будинку Путілова віддала під теплу домову церкву на честь Смоленської ікони Божої матері.
У серпні 1871 року Путілова померла. 3 вересня 1871 року сестри вибрали собі нову настоятельку, їй стала черниця Феофанія, до цього колишня настоятелька Раковського жіночого монастиря у Самарському повіті. 1873 року в монастирі було відкрито лікарню на 8 ліжок. У січні 1875 року з'явилося однокласне жіноче училище. Першим законовчителем у ньому був священик Н. Бережнов.

### Створення монастиря

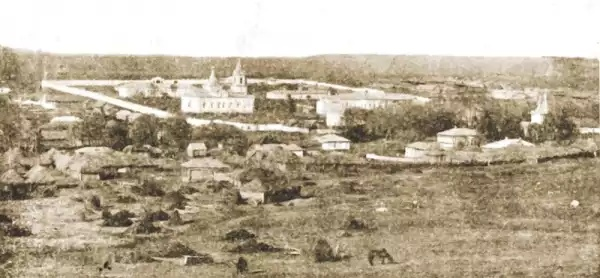
Загальний вигляд Ключегірського монастиря, 1914 рік

Указом Святійшого синоду № 1575 від 15 березня 1880 року парафія була перетворена у чернецький монастир третього класу з найменуванням Ключегорський Казанський-Богородицький, зведенням настоятельки у сан ігумені та нагородженням її наперсним хрестом. 29 червня Феофанія в Самарі була зведена в сан ігумені, а 6 і 7 липня відбувся перший постриг, кілька сестер були пострижені в рясофор і мантію. 8 липня, в день престольного свята на честь явлення Казанської ікони Божої Матері відбулося урочисте відкриття монастиря з вчиненням хресного ходу навколо монастиря і подячних молебень.
До цього часу монастир уже мав два храми, але один був холодний і поза садибної дільниці, а другий — перероблений з дому засновниці монастиря і був малий і тісний, який був не в змозі вміщувати усіх охочих потрапити на богослужіння, особливо в недільні та святкові дні. Сестри запросили у єпархіального начальства будівництво нового храму. Однак монастир не мав на таке будівництво коштів. Бачачи кончу потребу обителі самарська духовна консисторія видала монастирю шнурову книгу для збору пожертвувань. Були обрані складальниця і помічниці для неї, які вирушили в Москву.
Згідно з переказами, в Москві монахиням порадили зупинитися в будинку купця Єрмакова, який тримав спеціальні приміщення для таких монастирських збиральниць пожертвування. Однак, коли вони дісталися до купецького будинку, їм відмовили, сказавши, що всі місця зайняті. Поки черниці в розгубленості, стоячи під дощем, думали, що ж робити далі, їх плачевний стан зауважив з вікна сам Єрмаков. Він покликав їх до себе і розпитав, хто вони, звідки вони і з якою метою приїхали в Москву. Дізнавшись про бідність монастиря, він сказав їм, що його дружина, Катерина захворіла, і нехай вони помоляться за неї, а якщо вона видужає, то він побудує кам'яний храм в ім'я святителя і чудотворця Миколая. Переночувати монахиням він дозволив у своєму кабінеті, наказавши прислузі нагодувати їх і обсушити. Всю ніч черниці молилися, а на ранок Єрмаков покликав їх і сказав: «Мабуть, за ваші молитви і по милості святителя і чудотворця Миколая дружина моя зараз відчуває добре, а тому я наважуюся дане вам обіцянку виконати. Я будую в вашому монастирі кам'яний теплий храм. Надсилайте свою ігумені лист, щоб або сама їхала, або прислала довірену».
У Ключегор'є було направлено лист, і в Москву вирушила скарбника, черниця Ерміонія, так як ігуменя Феофанія не могла їхати за станом здоров'я. Ерміонія отримала від Єрмакова план будівництва храму, різні вказівки про будівництво, а також необхідні на будівництво кошти. Всю наступну зиму монастир займався заготівлею будматеріалів, і навесні 1883 ігумен Бузулукського чоловічого монастиря Нифонт освятив місце для будівництво нового храму. Почалося будівництво.
1 жовтня 1883 померла настоятелька ігуменя Феофанія, 18 листопада її місце зайняла черниця з Іверського жіночого монастиря Софія. При ній була закінчено будівництво храму, яке тривало п'ять років. 16 і 17 серпня 1888 року ігумен Нифонт освятив бічні прибудови, а 18 серпня в день іменин спонсора будівництва Флора Яковича Єрмакова, в присутності його і його дружини, єпископ Самарський Серафим освятив головний престол. Побувавши в монастирі особисто, і побачивши його бідність, Єрмаков додатково пожертвував п'ять тисяч рублів недоторканного капіталу на утримання монастиря і тисячу рублів на утримання причту.
25 квітня 1889 померла настоятелька Софія. 13 липня, з возведенням у сан ігумені, настоятелькою стала скарбника монастиря, черниця Ерміонія (в миру Олена Максимівна Рогулін). Ще через три роки Самарську кафедру зайняв єпископ Гурій. вельми прихильно ставився до монастирів. Відвідавши Ключегірський монастир в перший рік свого управління єпархією, він побачив його велику бідність, брак приміщень та церковного начиння. Гурій узяв живу участь в долі монастиря, розпорядившись видати монахиням книги для збору пожертвувань, вказав можливих благодійників, і дав ряд рад по управлінню монастирем. Складальниці пожертвування пройшли по всій Росії, побувавши в Москві, Санкт-Петербурзі. Одесі. Астрахані. на Кавказі і навіть у Сибіру. Знайшлося багато благодійників, щедрі пожертви яких швидко привели в порядок фінансове становище обителі. З'явилися засоби навіть для масштабного будівництва: в 1898 році монастир був оточений нової кам'яною стіною . було побудовано три великих двоповерхові корпуси для келій: два кам'яних (по 36 келій ) і один напів кам'яний. На джерелі, де була знайдена ікона Миколи Чудотворця збудували каплицю, заклали кам'яну двоповерхову трапезну церкву, були відкриті різні майстерні: іконописна, пухова, білошвейна, килимова. Благодійники жертвували як грошові кошти, так і цінні речі, наприклад невідомий дарувальник підніс монастирю дзвін вагою в 150 пудов 150 пудов і землі — тисячу шістнадцять десятин, що разом з пожертвуванням засновниці становило 2016 десятин придатної і родючої землі.
Ігуменя Ерміонія, довгі роки трудилася економкою, потім скарбника і чотирнадцять років ігуменею надійно забезпечила господарське становище монастиря. Після її смерті 1904 року сестри одноголосно вибрали новою настоятелькою рясофорну послушницю Євдокію Литвинову, незабаром вона єпископом Гурієм в Самарі була пострижена в мантію з ім'ям Ерміонія 2-я, а через рік, 13 березня 1905 року вона була зведена в сан ігумені.
При новій настоятельки будівництво в монастирі продовжилося. Була добудована і освячена трапезна церква, з'явилися обори, приміщення для молочної ферми, стайні, кузні, заново побудований згорілий за пожежі будинок для прийому. На кошти астраханського купця Івана Цвєткова був влаштований абіссінський колодязь. 1906 року монастирське училище переїхало у спеціально побудовану окрему дерев'яну будівлю з квартирою для вчительки і двох черниць, які виконували обов'язки прибиральниць. Був перебудований ігуменський корпус, оснащений усіма зручностями: водопроводом, ванною, центральним (калориферним) опаленням, з парадними кімнатами на другому поверсі.
Монастир став дуже популярним в народі, на престольні свята на честь святителя Миколая в нього приходили тисячі прочан. Однак це не завадило селянами села Тростянки у ході подій революції 1905 року займатися самовільною порубкою і вивезенням монастирського лісу, про що повідомляло Самари губернське жандармське управління.
За відомостями страхових компаній, в 1910 році монастирю належало 69 різних будівель і споруд. 1914 року монастир готувався відзначати п'ятдесятирічний ювілей. До святкування в Києві, в Києво-Печерській Лаврі була написана й видана брошура про історію монастиря, на урочистості планувався візит Єлизавети Федорівни, сестри імператриці. Однак почалася Перша світова війна перешкодила урочистостей і приїзду високих гостей. У монастирському готелі незабаром розмістилися біженці з Білорусі.

### Радянські часи
У перші роки радянської влади монастир продовжував існувати як сільськогосподарський артіль. 1918 року монастир позбувся готелю, в ній розмістилися народний дім і бібліотека. Частина монастирських корпусів, в тому числі ігуменський, зайняло правління радгоспу. Влітку 1921 року, коли в районі діяла озброєна банда в 25 чоловік, монастирські стіни служили зміцненням. У монастирі, під охороною невеликого загону ЧОП, сховалося правління радгоспу. І хоча бандитам вдалося увірватися в монастир, але зустрінутий збройну відсіч змусив їх відступити, залишивши одного убитого.
Восени 1921 року приміщення правління радгоспу відійшли відкритого дитячому будинку. 1925 року була закрита будинкова монастирська церква, в будівлі розмістилися волвиконком на першому і клуб на другому поверсі. Пізніше будівля використовувалася як сільська школа.
Але навіть в 1924 році Ключегорськая сільгоспартіль, під виглядом якої намагалися легалізуватися черниці, все ще володіла 500 десятин землі, яку «артіль» не могла обробляти тільки своїми силами. Черниці почали здавати землю в оренду селянам довколишніх сіл без жодних документів. Бузулукський повітовий виконком. дізнавшись про це, своєю постановою вилучив у артілі ще 30 десятин землі для розміщення дитячої трудової колонії № 79, в яку були переведені 600 дітей, а інша частина земельних угідь і нерухоме майно було взято на облік волосним радою.
Протистояння монастиря і радянської влади могло затягнутися, однак незабаром настоятелька обителі, Ерміонія 2-а була застрелена невідомими. Стріляли вночі, через вікно її келії. У народі вважали, що вбивство було скоєно міліцією за наказом влади, щоб позбутися від твердої і владної настоятельки. Дійсно, після її загибелі монастир не міг більше протистояти владі, швидко був закритий і розорений. За спогадами місцевого краєзнавця Г. Вороніна вся церковна і монастирська начиння, яка не уявляла цінності, була просто вивезена в яр і спалена. Але місцеві жителі зуміли врятувати частину речей, так брат Вороніна потайки виніс з храму дві лампадки і дві ікони, в тому числі відому ікону святителя Миколая Чудотворця. Однак пізніше вона була загублена. Відомі й інші збережені від знищення речі.

### Теперішній час

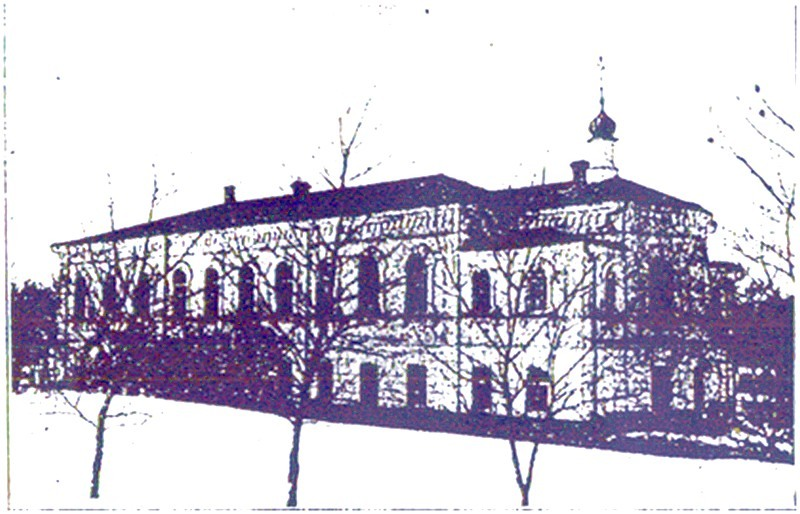
Трапезна церква в ім'я преподобного Серафима Саровського

Він перебував в глухий і малонаселеній місцевості, далеко від великих доріг монастир майже не використовувався радянськими установами, і його споруди старіли і руйнувалися. Дерев'яні корпуси були знищені повністю, кам'яні частково збереглися. У двох корпусах розташовані житлові приміщення, але вони знаходяться в аварійному стані і потребують до капітального ремонту. Ігуменський корпус сильно постраждав від пожежі, в збереженої частини розміщується місцева лікарня. Частково збереглася монастирська огорожа.
З п'яти монастирських храмів збереглося тільки двоповерхова цегляна будівля колишнього трапезного храму на честь Серафима Саровського, який використовувався і використовується під сільмаг, але він також знаходиться в аварійному стані і потребує реставрації. Добре збереглися монастирські будівлі господарського призначення, вони до сих пір використовуються місцевим сільськогосподарським підприємством для своїх потреб.
У багатьох жителів села талієм збереглися предмети, що належали колись Ключегорському монастирю, в тому числі ікони. А в храмі Косьми і Даміана. чинному в районному центрі Грачёвка зберігаються монастирські предмети: кований хрест, дзвін вагою 34 кг, ікона святих мучениць Віри, Надії, Любові та матерії їх Софії. В руках жителів того ж села знаходиться список з ікони святителя і чудотворця Миколая, який належав Ключегорскому монастирю.
Влітку 2002 року в талій вперше побував ієромонах Валентин (Коробов). Надалі літній священоінок з Оренбурга неодноразово приїжджав з обласного центру в далеке село, займаючись відновленням обителі. У грудні 2008 року він зі своїми однодумцями з Оренбурга зареєстрував в органах юстиції прихід в ім'я Казанської ікони Божої Матері в селі Талли, щоб спорядити відновлення жіночого монастиря. Прихід храму розмістився в кімнаті в будівлі амбулаторії (колишньому ігуменського корпусі). Поступово вдалося організувати молитовну кімнату в колишньої сільської амбулаторії, потім створити трапезну і кілька келій.
2012 року ієромонах Валентин з прихожанами приступили до ремонту одного з сестринських корпусів, в якому за радянських часів була школа-інтернат. У будівлі були замінені вікна, двері, перебрані підлоги, проведений косметичний ремонт і покритий новий дах. Зі східного боку корпуса було влаштовано невелике вівтарне приміщення й іконостас.
15 вересня 2012 єпископ Бузулукський і Сорочинський Олексій (Антипов) освятив домовий храм Табинської ікони Божої Матері у селі Талли.

## Майно
Монастир володів землею в кількості 2073 десятини, велика частина якої була пожертвувана йому різними благодійниками.
На монастирській території знаходилося 8 корпусів, в основному дерев'яних. У трьох жили сестри, в інших розміщувалися хлібопекарня, квасоварні. просфорня. мальовнича і рукодільна майстерні .
Територія була обнесена огорожею, в якій було 7 дерев'яних комор, п'ять погребів і глинобитна комора. На території монастиря знаходилися фруктовий сад і монастирське кладовище. За огорожею розташовувався цегляний завод, де працював запрошений майстер, кузня, кінний двір, на якому знаходилися майстерня і кам'яний сарай для зберігання землеробських приладдя .
У трьох верстах від монастиря знаходився другий монастирський фруктовий сад і пасіка. На річці Таллах. в п'яти верстах від обителі, діяла водяний млин .
Була в монастирі бібліотека. в якій зберігалося до 290 книг і монастирський архів. що вели в 1871 року .
Монастирю належало два готелі і три подвір'я. Одне знаходилося в Бузулук на вул. Микільської, де був дерев'яний будинок на кам'яному фундаменті. Друге знаходилося в Самарі на розі вулиць Уральської і Предтеченской (нині ріг вулиць Братів Коростельов і Некрасівській), на садибної місці, пожертвувавши самарської міщанином С. Деонісовой. Інша самарская міщанка пожертвувала в 1912 році під подвір'ї своє садибне місце по вулиці Самарської між вулицями Поштовій і Олександрівської (нині Робочої і Вілоновской). Тут розмістилося третій подвір'ї, в якому був дерев'яний будинок на вулиці і два флігелі у дворі.

### Храми монастиря

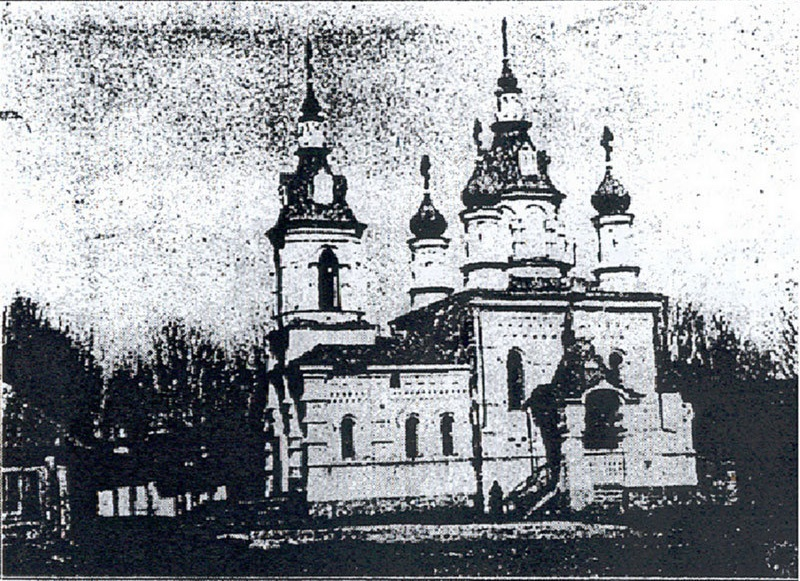
Кам'яний храм на джерелі, де була знайдена ікона святителя Миколи Чудотворця

Першим храмом в монастирі стала дерев'яна холодна однопрестольна церква, освячена в ім'я Казанської ікони Божої Матері. Церква перебувала поруч з монастирем, а не безпосередньо на його території. Поруч з церквою була побудована дерев'яна дзвіниця. Побудовані вони були на кошти А. І. Путилова. Храмові свята відзначалися 8 липня і 22 жовтня .
У 1865 році вже на території обителі була побудована тепла дерев'яна домова церква в ім'я Смоленської ікони Божої Матері. У 1874 році через малої місткості вона була перебудована і розширена. Був прибудований приділ в ім'я святителя Миколая Чудотворця. Після реконструкції обидва престолу був освячені благочинним монастиря ігуменом Нифонтом. У 1880 році з дозволу єпископа Серафима церква знову була розширена. Із західного боку до неї зробили прибудовах, в якому розмістилася трапезна. У трапезній 28 липня відзначався храмове свято . 

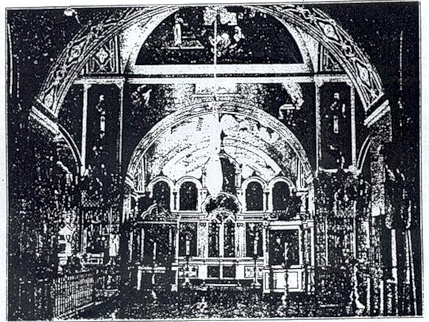
Внутрішній вигляд головного храму в ім'я святителя Миколая

У 1883 році була закладена кам'яна трьохпрестольна церква в ім'я святителя Миколая Чудотворця. Спонсором будівництва виступив статський радник. почесний громадянин Москви Ф. Я. Єрмаков, який пожертвував на храм 60 тисяч рублів, решта коштів були виділені з монастирської скарбниці. Храм був добудований до серпня 1888 року, коли і були освячені всі три престолу. Головний престол був освячений в ім'я святителя Миколая Чудотворця, правий — в ім'я святих апостолів Петра і Павла. лівий — в ім'я святого Іоанна Сповідника. У 1891 році при храмі була збудована кам'яна дзвонова, а в 1899 році прибудовах для псалтирні і ризниці. Храмові свята відзначалися 9 травня і 6 грудня о головному престолі, 29 червня в правому боковому вівтарі, 21 березня — в лівому .
У 1904 році за проектом самарського архітектора Т. С. Хилинского в монастирі розпочалося будівництво трьохпрестольній трапезній церкві. що закінчилося в 1906 році. Храм являв собою зовні звичайний двоповерховий будинок з єдиній невеликій главою. На першому поверсі знаходилися приміщення для сестер, на другому — трапезна церква. Головний престол був освячений в ім'я преподобного Серафима Саровського, правий — в ім'я Івана Золотоустого, лівий — в ім'я святителя Миколая Чудотворця. Головний і правий престоли були освячені 19 і 20 липня 1906 року, лівий — 7 липня 1907 року. Храмові свята відзначалися 19 липня в головному престолі, 27 січня і 13 листопада в правому і 9 травня і 6 грудня в лівому престолі .
У 1902 році за монастирською огорожею на джерелі, де за переказами була знайдена ікона святителя Миколи Чудотворця була збудована кам'яна однопрестольна церква на честь святителя. При церкві була також побудована дзвіниця. Будівництво велося на кошти астраханського поміщика Н. Е. Янкова. Храмові свята відзначати 9 Травня і 6 грудня .

### Каплиці
За роки існування монастиря в ньому було 2 каплиці. Одна знаходилася на монастирському кладовищі над склепом. в якому були поховані дві перші настоятельки Агнія (А. І. Путилова) і Ерміонія I (Е. М. Рогуз (л) ина). Друга перебувала на джерелі, де колись було явище ікони святителя Миколая Чудотворця. Всередині вона була розділена на 4 частини, в першій з них знаходився колодязь, в трьох інших були влаштовані купальні для віруючих. На початку XX століття каплиця була скасована за старістю і на її місці був побудований храм .

### Святині монастиря
Головною монастирською святинями були:
- ікона Смоленської Божої Матері, привезена в обитель настоятелькою А. І. Путилова з Семіозьорной пустелі Казанської губернії [8] ;
- ікона святителя Миколи Чудотворця, знайденої на джерелі [8] ;
- список з чудотворної ікони Табинської Божої Матері [8] ;
- ікона Толгської Божої Матері. мироточити протягом місяця в 1894 році. Перед цією іконою щонеділі служили молебень з акафістом [8].
- частини святих мощей, отримані від різних благодійників. Спочатку вони перебували в срібло-позолоченому хресті, вправленому серед ликів святих угодників. А в серпні 1889 по благословенню єпископа Серафима їх помістили в ковчежик, привезений черницею Нафаілою з Єрусалиму [8].

## Монастирська служба
Крім щоденних богослужінь і хресних ходів в монастирі були і особливі, дозволені офіційним дозволом самарської духовної консисторії від 18 вересня 1893 року. Двічі на рік 31 жовтня і 9 травня хресні ходи відбувалися від монастирських воріт до джерела, де була побудована каплиця, а пізніше церкву в пам'ять знайдення ікони Миколи Чудотворця .

## Насельниці
В перші роки існування штат обителі налічував 40 черниць. До 1886 року число сестер збільшилася до 217 осіб.
У 1898 році в монастирі проживало 352 людини, в тому числі 75 манатейних монахинь. 154 указних послушниць і 123 послушниці.
З 1916 року і до закриття монастиря в ньому знаходилося 458 черниць: одна ігуменя-настоятелька, 85 манатейних монахинь, 162 указних і рясофорних послушниці і 210 послушниць .

### Настоятельки
Засновниця громади і перша настоятелька обителі Анна Іванівна Путилова (до шлюбу Христ) була онукою німця з Касселя, який перейшов на російську службу в XVIII столітті, її батько Іван служив у 2-му Оренбурзькому регулярному козачому полку, вийшовши у відставку в 1796 році в чині прем'єр-майора. Анна Іванівна побралася з Павлом Петровичем Путиловим, сином Бузулукського предводителя дворянства Петра Івановича Путилова . На початку 1840-х років її чоловік, артилерійський капітан, помер. Дітей у подружжя не було. Отриманий спадок Анна Іванівна пустила на благодійність. 100 десятин вона пожертвувала Бузулуцькому Тихвінському монастирю. Мойському Свято-Троїцькому монастирю вона пожертвувала 310 десятин успадкованої і придбаної землі. Брала участь в житті і інших монастирів єпархії.
У серпні 1871 року Путилова приїхала у справах в Бузулук, де заразилася холерою. Вона прийняла чернечий постриг від рук настоятеля Бузулукського Спасо-Преображенського монастиря Нифонта, отримавши чернече ім'я Агнія. Незабаром після цього вона померла. За розпорядженням єпископа Герасима вона була похована в Бузулукському чоловічому монастирі. Через 30 років 20 червня 1900 року зі дозволу цивільного і духовного начальства її прах був перенесений в Ключегорський монастир і покладений в особливому склепі по праву сторону Нікольського храму.
Останньою настоятелькою з 1904 року і до закриття обителі була ігуменя Ерміонія II (Е. М. Литвинова), яка народилася приблизно в 1868 році. Імовірно в 1923 році була застрелена через вікно своєї келії . Спочатку була похована у склепі поруч із засновницею монастиря, однак безпритульні, які жили в дитячій колонії, що розмістилася в монастирських будівлях, витягли її тіло зі склепу. Після цього прах був перепохований на талловському кладовищі.